# Josef Machoň
Josef Machoň (5. května 1880, Olbramovice – 2. září 1962, Praha) byl český hudební skladatel.

## Život
Byl synem olbramovického učitele Josefa Machoně (1853–1919), který se stal známým svými pracemi o včelařství a byl prvním starostou dobrovolných hasičů v Olbramovicích. Kromě toho byl znamenitým muzikantem a poskytl synovi základní hudební vzdělání. Machoň jr. vystudoval reálku v Českých Budějovicích a pokračoval studiem stavebního inženýrství na Českém vysokém učení technickém v Praze. Vedle toho byl přijat na Pražskou konzervatoř. Pro kolizi z přednáškami na technice musel však řádné studium přerušit, ale pokračoval soukromě studiem hry na klavír (Albína Scheborová), na housle (Otmar Mácha) a na violoncello (Ferdinand Schubert). Kromě toho studoval i skladbu u Vítězslava Nováka a instrumentaci u Jaroslava Řídkého.
Stal se železničním úředníkem v Lublani a v Plzni. Za 1. světové války sloužil v armádě a po vzniku Československa působil na Ministerstvu železnic v Praze. Ve všech svých působištích se intenzivně věnoval hudbě. Byl sbormistrem dělnického pěveckého spolku v Praze-Libni, členem orchestru železničních úředníků, členem komitétu pro propagaci komorní hudby i členem výboru Mozartovy obce v ČSR. Přispíval svými hudebními referáty do časopisuů Hudební rozhledy a Směr.
Svou skladatelskou činnost zaměřil především na písně a sbory. Zejména jeho písňová tvorba byla úspěšná a jeho díla byla uváděny i v zahraničí. Velmi intenzivně se věnoval hudbě pro loutkové divadlo. Byl členem loutkového odboru lidových ústavů. Publikoval studii O loutkářské hudbě a svými články přispíval do časopisu Loutkář. Spolupracoval i s divadlem Josefa Skupy (Amorkovy rozmary z roku 1930 byly nahrány na gramofonové desky).

## Dílo

### Písně
- Smutky rozchodu (1917)
- Písničky (dětské písně, 1929)
- Kratochvilné písně o zvířátkách 1931)
- Písničky o panence (1930)
- Loutky se představují (1930)
- Rolničky (1930)
- Rozmarné písničky (1932)
- Touha a nadšení (1932)
- K domovu (1933)
- Tři písně s orchestrem (1933)
- V den matek (1933)
- Ves zpívá (1934)
- Čtyři popěvky (1934)
- Vojácké písně (1937)
- Jarní písně (1937)
- Z dětského světa (1940, 1950)
- Maloskalské písně (1940)
- Sbírka vážných písní (1943)
- Z naší vesnice (1942)
- Zpíváme dětem (1942)
- Olbramovické písně (1943)
- Sbírka písní v lidovém tónu (1937–1950)
- Kytička ze Slovenska (1949)
- Loutkové písně příležitostné (1950)
- Naše máma (1951)
- Ozářené mládí (1951)
- Sbírka písní (1955)
- Z pokladu Karla Jaromíra Erbena (1955)
- Písně o ženách a ženění (1956)

### Sbory
- Utonulá (1910)
- Sbory pro pohřby žehem (1920)
- Pohřební sbory kremační (1924)
- Oslavné sbory (1924)

### Klavírní skladby
- Tance (1920)
- V říši loutek (1930)
- Mladým pianistům (1934)
- V říši dětských snů (1937)
- Rodným krajem (1938)
- Jarní nálady (1937)
- Klavírní skladby op. 62 a op. 64 (1950, 1952)

Některé klavírní skladby byl upraveny i pro malý orchestr.